# Хувен, Джон
Джон Генри Хувен 3-й (англ. John Henry Hoeven III; род. 13 марта 1957, Бисмарк, Северная Дакота) — американский политик, представляющий Республиканскую партию. Старший сенатор США от штата Северная Дакота с 2011 года. 31-й губернатор штата Северная Дакота в 2000—2010 годах.

## Биография

### Ранние годы
Джон Хувен родился в Бисмарке, Северная Дакота, в семье Патрисии «Триш» (урожденной Чепмен) и Джона Генри «Джека» Хувена-младшего. У него голландские, шведские и английские корни. Хувен с отличием окончил Дартмутский колледж, где он был членом братства Alpha Chi Alpha. Затем он получил степень магистра делового администрирования в бизнес-школе Келлогг Северо-Западного университета, и, прежде чем заняться политикой, работал банкиром в Майноте. С 1993 по 2000 год он был президентом и главным исполнительным директором государственного банка Северной Дакоты.

### Политическая карьера
В 2000 году Хувен был избран губернатором Северной Дакоты от Республиканской партии. Он победил на выборах демократа Хайди Хайткамп, набрав 55 % голосов против 45 % у соперника.
В 2004 году Хувен был переизбран на второй срок. Он обошёл своего соперника, демократа Джо Сатрома, с большим перевесом — 71 % к 28 %.
4 ноября 2008 года Хувен был переизбран на третий срок, победив демократа Тима Мартена, набрав 74 % голосов против 24 %. Он стал первым губернатором Северной Дакоты, трижды избиравшимся на 4-летний срок.
Начиная с 2000 года, со времени вступления Хувена на пост губернатора, в Северной Дакоте было создано 40 000 новых рабочих мест. Заработная плата росла быстрее, чем в целом по стране. В конце 2006 года резерв штата превысил 600 млн долларов. По состоянию на декабрь 2009 года Хувен был самым популярным губернатором в стране. Его рейтинг одобрения составлял 87 %, при только 10 % неодобрения.
11 января 2010 года Хувен объявил, что будет баллотироваться в Сенат США на место, освобождаемое сенатором Байроном Дорганом. На выборах он победил демократа Трейси Поттера, набрав 76,08 % голосов против 22,17 %. В сенате Хувен входил в состав Комитета по сельскому хозяйству, питанию и лесному хозяйству, Комитета по ассигнованиям, Комитета по энергетике и природным ресурсам, Комитета по делам индейцев.
По некоторым вопросам Хувен придерживается консервативных взглядов. Он выступает против абортов и государственного финансирования абортов в соответствии с поправкой Хайда. Он также выступает против однополых браков. Хувен поддерживает ограничение условно-досрочного освобождения преступников.